# Jean-Michel Lapin
Jean-Michel Lapin – haitański polityk, lekarz i urzędnik, w latach 2018–2019 minister kultury, pełniący obowiązki premiera Haiti od 21 marca do 22 lipca 2019.

## Życiorys
Z zawodu lekarz. Od 1988 do 1989 pracował w ministerstwie zdrowia, następnie od 1989 do 2007 był kierownikiem Biblioteki Narodowej. Od 2007 związany z ministerstwem kultury i komunikacji, został w nim dyrektorem generalnym. We wrześniu 2018 objął funkcję ministra w tym resorcie.
21 marca 2019 powołany na stanowisko pełniącego obowiązki premiera po odwołaniu Jean Henry Céanta (sam Céant zakwestionował w sądzie legalność odwołania).